# Nikkatsu Corporation
Nikkatsu Corporation (日活株式会社 Nikkatsu kabushiki kaisha?) es una reconocida compañía  japonesa de entretenimiento fundada en 1912 con estudios en Mukojina (cerca de Tokio) y Kioto, es famosa por sus filmes y producciones de televisión. Entre los principales estudios de cine, es el estudio más antiguo de Japón. El nombre Nikkatsu es una abreviación de Nippon Katsudō Shashin, literalmente "Compañía Cinematográfica de Japón".
La compañía ha hecho y sigue haciendo películas en numerosos géneros. Sin embargo, entre 1970 y 1980, se produjo de manera estricta lo que se denomina cine rosa (cortos de romance). Las películas producidas por Nikkatsu se basan en presupuestos relativamente altos en los valores de la producción, y muchos de los actores han participado en la red nacional de televisión.

## Posesiones
- 1912 Nippon Katsudō Shashin K.K. fue creado por la fusión de cuatro compañías cinematográficas.
- 1993 Al aplicarse la Ley de Reorganización Corporativa.
- 1996 Adquirida por una empresa de ocio japonés, Namco.
- 2005 Vendida a Index Holdings Co.,Ltd.,[3] una compañía japonesa que tiene intereses en los medios de comunicación.

## Historia
Nikkatsu fue fundada en 1912  cuando varias empresas de producción y cadenas de cine se fusionaron.  Ha empleado notables  directores de cine tales como Shozo Makino y su hijo Masahiro Makino. En particular, allí Akira Kurosawa comenzó su carrera en la década de 1930 como un asistente de dirección. En 1923 un terremoto de gran magnitud arrasó el Japón (y también a la industria japonesa del cine). El único estudio que se salvó en todo el país fue el estudio de Kyoto de Nikkatsu, en torno del cual se reagrupó toda el gremio del cine.
En el transcurso de la Segunda Guerra Mundial, el gobierno ordenó a las 10 compañías fílmicas que se habían formado en 1941, consolidarse en dos.  Daiei fundada por Masaichi Nagata, un exempleado de Nikkatsu, propone el proyecto de formar 4 empresas y esta sugerencia fue aprobada. Así, Nikkatsu se fusiona con las dos empresas más débiles, Shinko y Daito, aunque estos se disgustaron verbalmente. Aunque debido a la Segunda Guerra Mundial, la compañía dejó de producir filmes. 
La industria cinematográfica de la posguerra se expandió rápidamente, en 1951 el presidente de Nikkatsu Kyusaku Hori comenzó la construcción de un nuevo estudio de producción. La empresa comenzó a hacer películas de nuevo en 1954. Muchos asistentes de dirección de otros estudios, incluyendo  a Shohei Imamura y Seijun Suzuki de Shochiku, se trasladaron a  Nikkatsu con la promesa de ascender a directores.
La compañía hizo algunas películas de samurái y películas Jidaigeki (dramas históricos), pero para 1960 se decidió dedicar los recursos a la producción de dramas de la juventud urbana, comedia,  acción y películas Yakuza (películas de gánster). Desde finales  1950 y comienzos de 1970, se produjeron películas reconocidas por su gran presupuesto, en ese entonces trabajaban  con estrellas como Yujiro Ishihara, Akira Kobayashi, Joe Shishido, Tetsuya Watari, Ruriko Asaoka, Chieko Matsubara y más tarde con Meiko Kaji y Tatsuya Fuji. El Director Shohei Imamura comenzó su carrera allí, y entre 1958 y 1966 realizó para ellos películas como  pigs and Battleships (Cerdos y Acorazados), en 1961 The Insect Woman (La mujer insecto). 
En 1971, el incremento de la popularidad de la televisión cobra un alto precio en la industria cinematográfica y para seguir siendo rentables, Nikkatsu se dedica la producción de pornografía y cine rosa, que se centran en sexo, violencia, sadismo, masoquismo y romance. Muchas estrellas y directores abandonaron la empresa, unos pocos se quedaron, entre ellos los directores Yasuharu Hasebe, Keiichi Ozawa, Shogoro Nishimura y Koreyoshi Kurahara. Después aparecieron nuevos directores como Tatsumi Kumashiro, Masaru Konuma y Chusei Sone. Hoy en día, Nikkatsu está ahora en condiciones de hacer películas en diferentes géneros, ya no se centra sólo en películas para adultos.

## Filmografía
- 2004

YOGEN (02/10/2004).
- 2000

FREEZE ME (27/05/2000).
SWEET SWEET GHOST (15/09/2000).
TENGOKU KARA KITA OTOKO-TACHI (30/10/2000).
- 1999

KARISUMA.
- 1997

KOKKURI-SAN (21/05/1997).
- 1987

GÔMON KIFUJIN (20/06/1987).
CYCLOPS (26/10/1987).
- 1986

SHOJO NO HARAWATA.
BIJO NO HARAWATA (23/09/1986).
BAIOSERAPII (25/09/1986).
- 1982

AKUMA NO HEYA.
- 1979

DABIDE NO HOSHI: BISHOUJO-GARI.
- 1976

BOKO!.
BOKO!.
EDOGAWA RAMPO RYOKI-KAN: YANEURA NO SANPO SHA (12/06/1976).
OKASARERU (31/07/1976).
- 1972

SHINAYAKANA KEMONOTACHI.
SEIDAN BOTAN-DÔRÔ (28/06/1972).
JOFU (26/08/1972).
- 1970

KAIDAN NOBORI RYU.
- 1968

ONNA UKIYO BURO.
- 1967

DAIKYOJU GAPPA.
- 1966

KAERAZERU HATOBA.
ORE NI SAWARU TO ABUNAIZE.
- 1965

NIHON RETTO.
- 1958

BYAKUYA NO YOJO (14/08/1957).
- 1940

KAZE NO MATASABURÔ.
- 1926

KYÔREN NO ONNA SHISHÔ (14/07/1926).
- 1918

YOTSUYA KAIDAN.
- 1912

YOTSUYA KAIDAN.